# 747 en péril
Série
Airport
(1970) Les Naufragés du 747
(1977)
Pour plus de détails, voir Fiche technique et Distribution.
747 en péril (Airport 1975) est un film américain réalisé par Jack Smight et sorti en 1974. Il s'agit de la première suite de Airport sorti quatre ans plus tôt.
L'action de 747 en péril se situe à bord d’un avion de type Boeing 747 de la compagnie fictive Columbia Airlines entre Washington et Los Angeles. Afin d'éviter l'épaisse nappe de brouillard qui recouvre Los Angeles, le commandant Stacy (Efrem Zimbalist Jr.) reçoit l'ordre d'atterrir à Salt Lake City. Linda Blair interprète le rôle d’une jeune fille malade transportée à Los Angeles pour une greffe du rein. Helen Reddy est une religieuse qui chante. La star Gloria Swanson joue quant à elle son propre rôle.

## Synopsis
Le Boeing 747 du vol 409 de la compagnie Columbia Airlines quitte l'aéroport international de Washington-Dulles pour rejoindre l'aéroport international de Los Angeles. Afin d'éviter l'épaisse nappe de brouillard qui recouvre Los Angeles, le commandant Stacy (Efrem Zimbalist Jr.) reçoit l'ordre d'atterrir à Salt Lake City. Lors de la descente vers l’aéroport, une collision avec un petit avion de tourisme dont le pilote vient de mourir d'une crise cardiaque éjecte le copilote et tue le mécanicien navigant se trouvant dans le poste de pilotage de l'appareil. Seul survivant, le commandant Stacy est gravement blessé et incapable de se maintenir aux commandes.
Avec l'aide des aiguilleurs du ciel à Salt Lake City, Nancy Pryor (Karen Black), la chef de cabine, tente de maintenir l'appareil en vol. Son fiancé, Alan Murdock (Charlton Heston), pilote expérimenté et ancien instructeur sur 747 à la Columbia Airlines, participe aux opérations de sauvetage avec Joe Patroni (George Kennedy), vice-président de la compagnie Columbia Airlines, dont l'épouse (Susan Clark) et le fils sont à bord du Boeing 747.

## Fiche technique
- Titre français : 747 en péril
- Titre original : Airport 1975
- Réalisation : Jack Smight
- Scénario : Don Ingalls, d'après l’œuvre d'Arthur Hailey
- Musique : John Cacavas
- Photographie : Philip H. Lathrop
- Montage : J. Terry Williams
- Production : William Frye
- Société de production et de distribution : Universal Pictures
- Pays de production :  États-Unis
- Langue originale : anglais]
- Format : Couleur - Mono - 35 mm - 2.35:1
- Genre : catastrophe
- Durée : 106 minutes
- Budget : 4 000 000 $
- Dates de sortie : 
  - États-Unis : 18 octobre 1974
  - France : 18 décembre 1974

## Distribution
- Charlton Heston (VF : Raymond Loyer) : Alan Murdock
- Karen Black (VF : Évelyn Séléna) : Nancy Pryor
- George Kennedy (VF : André Valmy) : Joe Patroni
- Efrem Zimbalist Jr. (VF : Jean-Claude Michel) : le commandant Stacy
- Susan Clark (VF : Perrette Pradier) : Helen Patroni
- Roy Thinnes : Urias
- Sid Caesar (VF : Roger Crouzet) : Barney
- Helen Reddy (VF : Claude Chantal) : Sœur Ruth
- Linda Blair (VF : Séverine Morisot) : Janice Abbott
- Dana Andrews (VF : Jean Michaud) : Scott Freeman
- Gloria Swanson (VF : Marie Francey) : Elle-même
- Myrna Loy (VF : Monique Mélinand) : Mme Devaney
- Christopher Norris (VF : Monique Thierry) : Bette
- Ed Nelson (VF : Michel Gatineau) : Le major John Alexander
- Nancy Olson (VF : Nadine Alari) : Mme Abbott
- Larry Storch (VF : Francis Lax) : Glenn Purcell
- Martha Scott (VF : Lita Recio) : Sœur Beatrice
- Jerry Stiller (VF : Henry Djanik) : Sam
- Norman Fell (VF : Marc de Georgi) : Bill
- Conrad Janis : Arnie
- Linda Harrison (VF : Béatrice Delfe) : Winnie Griffith
- Guy Stockwell (VF : Jacques Deschamps) : le colonel Moss
- Erik Estrada (VF : Serge Lhorca) : Julio
- Ken Sansom (VF : Jacques Balutin) : Gary
- Alan Fudge (VF : Claude Brosset) : Danton
- Brian Morrison : Joseph Patroni, Jr.
- Beverly Garland (VF : Nelly Vignon) : Mme Scott Freeman
- John Lupton : Bill Oringer
- Laurette Spang (VF : Anne Rochant) : Arlene
- Terry Lester (VF : Jean-Pierre Dorat) : M. Kelly
- Irene Tsu : Carol
- Virginia Vincent : Gina Arriba, une passagère
- Ray Ballard (VF : Claude Joseph) : le passager hostile
- Alice Nunn (en) (VF : Hélène Tossy) : la passagère avec le chien
- Gene Dynarski (VF : Albert de Médina) : le premier ami de Scott Freeman
- Ted Gehring (VF : Jacques Marin) : le mécanicien

## Scènes aéronautiques
(janvier 2025).
- Si vous ne connaissez pas le sujet, laissez ce bandeau (vous pouvez alors contacter les auteurs).
- Si vous supprimez le contenu mis en cause (vous pouvez préalablement contacter les auteurs),

argumentez précisément cette suppression dans la page de discussion
(un manque de référence n'est pas un argument ; une recherche réelle de référence doit avoir été effectuée, être formellement documentée).
L'une des principales scènes aéronautiques du film voit la mise en œuvre d'un hélicoptère Sikorsky CH-53A Sea Stalion censé permettre à un pilote de rejoindre les passagers en détresse en passant par le trou béant du Boeing. Après une première tentative avortée, Alan Murdock parvient finalement à prendre les commandes de l'appareil en détresse. Cet hélicoptère de sauvetage CH-53A était originaire du Corps des Marines des États-Unis.
Quant au Boeing 747-123, immatriculé N9675, sa décoration à peine maquillée laisse entrevoir son appartenance à la compagnie American Airlines[réf. nécessaire].
Historique de ce 747 :
- codes : 747 MSN 20390-N675UP
- numéro de série : 20390 LN:136
- type : 747-123
- date du premier : vol 07/05/1971
- 25 mai 1971 : AMERICAN AIRLINES N9675

- 2 juin 1976 : TMA OD-AGM

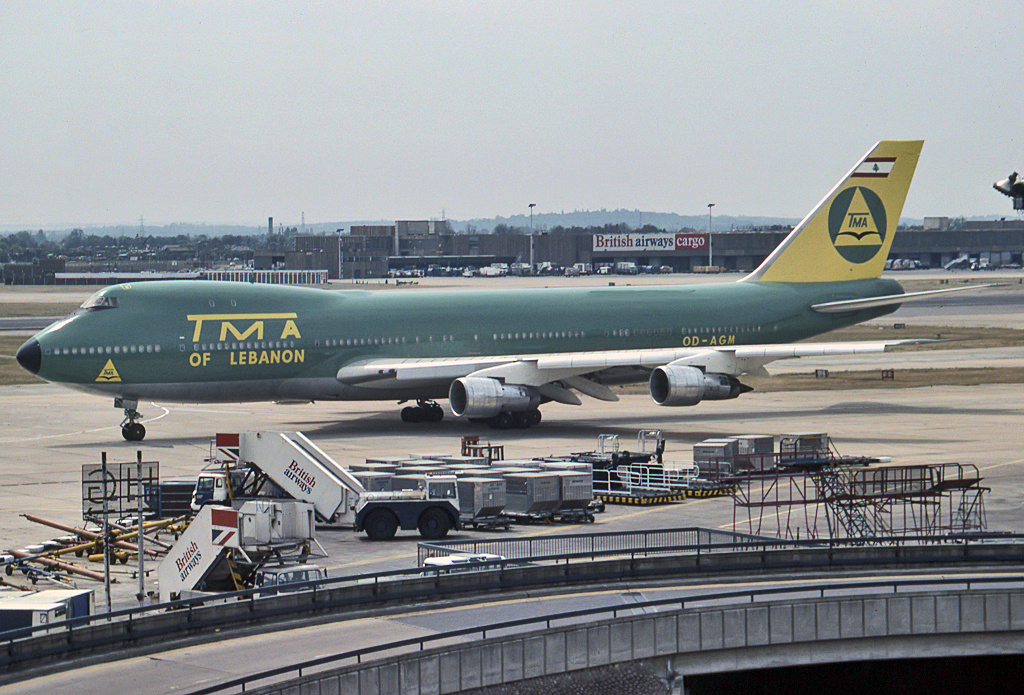
L'avion en question, opérant pour Trans Mediterranean Airways en 1976.

- 10 janvier 1977 : AMERICAN AIRLINES N9675
- 12 septembre 1984 : UPS N9675
- vendu en : 2005 à Roswell
- situation : novembre 2011, mis au rebut

## Anecdotes
- Les années 1970 ont été propices aux réalisations de films catastrophes : tremblements de terre, feux de forêt, naufrages, météorites, avalanches et catastrophes aériennes. Cinq films de catastrophes aériennes sont sortis en dix ans :
  - 1970 : Airport de George Seaton
  - 1972 : Alerte à la bombe (Skyjacked) de John Guillermin
  - 1974 : 747 en péril (Airport 1975) de Jack Smight
  - 1977 : Les Naufragés du 747 (Airport '77) de Jerry Jameson
  - 1979 : Airport 80 Concorde (The Concorde... Airport '79) de David Lowell Rich
- Plusieurs scènes du film ont inspiré les auteurs de la parodie Y a-t-il un pilote dans l'avion ?, comme celle de la religieuse qui joue de la guitare pour distraire une enfant malade.
- Dana Andrews, qui joue le rôle du pilote dont la crise cardiaque est à l'origine de la catastrophe, avait déjà plusieurs fois endossé l'uniforme de pilote de guerre dans les années 1940, notamment dans Les Plus Belles Années de notre vie. Il fut en outre le héros de À l'heure zéro (1957) de Hall Bartlett, titre précurseur dont le scénario fut très fidèlement pastiché dans Y a-t-il un pilote dans l'avion ? (1980).
- Il s'agit de la dernière apparition à l'écran de la star du muet Gloria Swanson.
- L'acteur George Kennedy est le seul acteur à avoir joué dans les quatre "Airport".
- Certains plans de l'avion en vol ont été utilisés pour l'épisode 747 de la série L'Incroyable Hulk avec Bill Bixby.